# Młyny (Pyrzyce)
Młyny [ˈmwɨnɨ] (deutsch Möllendorf) ist ein Dorf in der Woiwodschaft Westpommern in Polen. Es gehört zu der Gmina Pyrzyce (Gemeinde Pyritz) im Powiat Pyrzycki (Pyritzer Kreis).

## Geographische Lage
Das Dorf liegt in Hinterpommern, etwa 30 Kilometer südöstlich von Stettin und etwa 6 Kilometer nördlich der Kreisstadt Pyritz.
Im Westen geht die Bebauung in den Nachbarort Ryszewko (Klein Rischow) über, im Osten liegt in geringer Entfernung der Nachbarort Turze (Horst). Das Ufer des Madüsees liegt etwa 2 Kilometer nordöstlich.

## Geschichte
Das Dorf wurde im Jahre 1776 unter König Friedrich dem Großen gegründet: Der König ließ damals den Wasserspiegel des Madüsees absenken, wodurch Land gewonnen und vor allem Bruchland trockengelegt werden konnte. Auf der Feldmark des Dorfes Klein Rischow, das zum Amt Pyritz gehörte, ließ er zwei neue Dörfer („Kolonien“) anlegen, darunter Möllendorf. Der Ortsname „Möllendorf“ wurde zu Ehren des damaligen Generalleutnants Wichard von Möllendorff gewählt.
Der Zustand nach Anlegung des neuen Dorfes ist in Ludwig Wilhelm Brüggemanns Ausführlicher Beschreibung des gegenwärtigen Zustandes des Königlich Preußischen Herzogtums Vor- und Hinterpommern (1784) überliefert: Damals lebten hier 20 Familien, „wovon eine jede 26 Morgen Acker, Wiesen und Hütungen besitzet und dafür jährlich einen bestimmten Zins giebet.“
Um 1860 waren zu den 20 Kolonistenstellen 11 Büdnerstellen hinzugekommen, zu denen jeweils außer Gärten kein weiterer Landbesitz gehörte. Ferner war eine Windmühle angelegt und bei einer Kolonistenstelle war eine Krugwirtschaft eingerichtet.
Bis 1945 gehörte die Gemeinde Möllendorf zum Landkreis Pyritz der Provinz Pommern. Neben Möllendorf wurde der Wohnplatz Windmühle geführt.
Nach dem Zweiten Weltkrieg kam Möllendorf, wie alle Gebiete östlich der Oder-Neiße-Grenze, an Polen. Das Dorf erhielt den polnischen Ortsnamen „Młyny“.

## Entwicklung der Einwohnerzahl
- 1867: 228 Einwohner[4]
- 1871: 237 Einwohner[4]
- 1933: 184 Einwohner[5]
- 1939: 148 Einwohner[5]